# サミュエル・コールリッジ＝テイラー

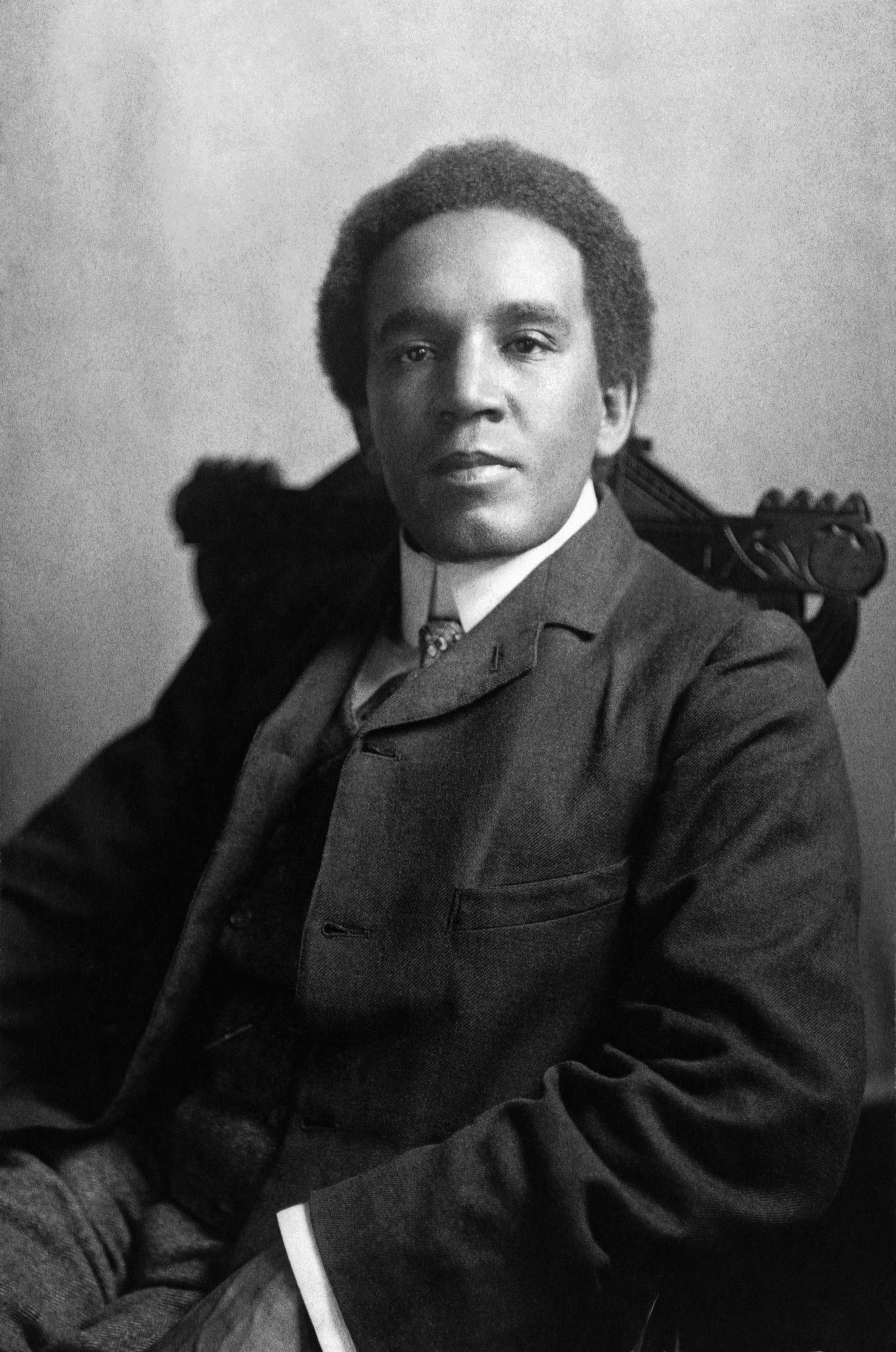
サミュエル・コールリッジ＝テイラー（1905年）

サミュエル・コールリッジ＝テイラー（Samuel Coleridge-Taylor, 1875年8月15日 - 1912年9月1日）は、ロンドン生まれの混血のイギリス人作曲家。アメリカ合衆国において作曲する指揮者として名を馳せ、「黒いマーラー」と呼ばれた。

## 生涯
ロンドンのホルボーンに生まれる。父ダニエル・ピーター・ヒューズ・テイラー（Daniel Peter Hughes Taylor）はシエラレオネ出身のクリオ人医師で、母アリス・ヘア・マーティン（Alice Hare Martin）はイギリス人であった。サミュエルの名は18世紀の詩人サミュエル・テイラー・コールリッジにちなんでおり、元来コールリッジはミドルネームであって、ハイフンによってテイラーと結ぶのは印刷業者の手違いだったのだが、本人も作曲家として活動するにあたってこの二重姓風の名乗りを用いるようになった。
父は大英帝国により検視官としてガンビアで雇われた後、息子の生後に西アフリカに戻った。コールリッジ＝テイラーは母と、母の養父母であるホルマン家により養育された。ホルマン家は音楽的な環境にあり、コールリッジ＝テイラーの実父と文通して、かの地の父親に息子の名声を広めさせようとしたが、現在シエラレオネでコールリッジ＝テイラーの名はまったく忘れられている。
英国王立音楽大学に進み、チャールズ・ヴィリアーズ・スタンフォードに師事する（スタンフォードは後に《ハイアワサの婚礼》の初演を指揮することになる）。その後はクロイドン音楽学校（Croydon Conservatoire）において、教鞭を執るかたわら学生オーケストラを指揮した。1899年に音楽大学時代の同級生ジェシー・ウォルミズリー（Jessie Walmisley）と結婚するも、混血に対する偏見ゆえに妻の両親の反対に遭った。妻との間に息子ハイアワサ（Hiawatha, 1900年 - 1980年）とグウェンドリン（Gwendolyn, 1903年 - 1998年）を儲ける。グウェンドリンも長じて作曲家となり、後にアヴリル（Avril）と改名した。
間もなく作曲家として評価され、《管弦楽のためのバラード イ短調》（Ballade in A Minor）がエドワード・エルガーの推薦を得て、スリー・クワイアーズ・フェスティバルにおいて初演された。初期作品は、ノヴェロ社の有力な楽譜出版者で音楽評論家だったアウグスト・イェーガーにも称賛され、イェーガーは友人エルガーに宛ててコールリッジ＝テイラーは「天才である」と書き送った。
コールリッジ＝テイラーはアフリカ系アメリカ人から非常に尊敬された。1901年には、ワシントンD.C.において200名からなるアフリカ系アメリカ人により、「サミュエル・コールリッジ＝テイラー協会」と名乗る合唱団が設立された。
初期の成功によって、1904年にはアメリカ合衆国に演奏旅行に行くことが出来た。その地で次第にアフリカ系の文化遺産に興味を寄せるようになり、「ブラームスがハンガリーの音楽のために、ドヴォルザークがボヘミアの音楽のためにしたことを、アフリカの音楽のために」してみようと目論んだ。アフリカ系アメリカ人の詩人ポール・ローレンス・ダンバーと出逢い、その詩のいくつかに曲付けをしただけでなく、黒人としての自覚や、アメリカ大陸の音楽に影響されるようになった。3回の訪米はいずれも大成功に終わり、「黒いマーラー」の称号をかち得ている。
コールリッジ＝テイラーは生涯を通じて内気であったが、指揮にあたっては的確に指示を出した。数々の音楽祭では講師や審査員として引く手あまたであった。非常に優しい人柄で、とりわけ不運な黒人に親切だった。また、作曲家が自分の力作に対して満足な報酬を受け取っておらず、しばしば無条件で著作権を売り渡しており、それゆえに印税が消滅して出版社の手に渡っているという現実を念頭に置いて、あまりにも多くの金を他人に分け与えた。
1912年秋に、過労と肺炎により夭折する。37歳であった。未亡人はほとんど無一文であったが、ジョージ5世より年間100ポンドの恩給を下賜され、亡夫に対する世評の高さを証明した。同年ロイヤル・アルバート・ホールにおいて追悼演奏会が催された。

## 作品と評価
コールリッジ＝テイラーの最も成功した作品は、おそらくカンタータ《ハイアワサの婚礼》（Hiawatha's Wedding-feast）であろう。この作品は作曲者の生前からイングランドの合唱団によって幅広く上演され、ヘンデルの《メサイア》やメンデルスゾーンの《エリヤ》に肩を並べるほどの人気であった。《ハイアワサの婚礼》に続いて、カンタータ《ミンネハハの死》（The Death of Minnehaha）と《ハイアワサの旅立ち》（Hiawatha's Departure）が、また演奏会用序曲《ハイアワサの歌》（Overture to The Song of Hiawatha）も作曲された。マルコム・サージェントは、1928年から1940年にかけてロイヤル・アルバート・ホールにおける12年間に、厖大な人員を迎えて《ハイアワサの婚礼》を上演し、圧倒的な評判をとった。《ハイアワサ》の上演が終止符を迎えたのは、第二次世界大戦の勃発による。
このほかに、一連のアンセムや、ヴァイオリンのための《アフリカ舞曲》（African Dances）などの室内楽曲を完成させており、《演奏会用小組曲》（仏語：Petite Suite de Concert）は今でも定期的に演奏される。コールリッジ＝テイラーは、詩人コールリッジにちなんで名付けられたにもかかわらず、どうしたものか《クビライ汗の伝説》（The Legend of Kubla Khan）を除いてコールリッジ作品には曲付けしなかった。
《ヴァイオリン協奏曲》は作曲者の存命中にアメリカ合衆国での上演が予定されたが、パート譜がタイタニック号によって運ばれたために演奏が遅れた。1998年には、《ハイアワサの婚礼》作曲100周年記念演奏会において、ハーヴァード大学のサンダース劇場で《ヴァイオリン協奏曲》が上演されている。

## 死後の評価
フリーランスの音楽編集者パトリック・メドウズは、コールリッジ＝テイラーの3つの重要な室内楽曲を発見した。いずれも明らかに未出版で、音楽家の手に渡ったことのないものだった。メドウズは、ロンドンの王立音楽大学にて譜面の複写を受け取ってから、《九重奏曲》（Nonet）、《ピアノ五重奏曲》《ピアノ三重奏曲》の実用版を作成した。これらはその後、メドウズ主催のマジョルカ島室内楽フェスティバルにおいて上演された。1990年代にこれらの米国初演を果たしたコールリッジ・アンサンブルは、《九重奏曲》や《弦楽四重奏のための幻想的小曲集》（Fantasiestücke for String Quartet）、《ピアノ三重奏のための6つの黒人民謡》（Six Negro Folksongs for Piano Trio）の世界初録音を実現させている。《ピアノ五重奏曲》はナッシュ・アンサンブルによる録音が2007年秋に発表された。
2006年にメドウズは遺作の《交響曲 イ短調》の製版を終えたほか、王立音楽大学所蔵の自筆譜《ハイチ舞曲》（Haytian Dances）の編曲も終えた。後者は実質的に《ノヴェレッテ》（Noveletten）の異名同曲に他ならないが、作曲者自身により、交響曲の緩徐楽章に基づく第5楽章が挿入されている。《ハイチ舞曲》は弦楽合奏とタンブリン、トライアングルのための作品である。初演は2007年8月にマヨルカ島において、ミッシャ・ラフレフスキー指揮クレムリン室内管弦楽団によって行われた。

## 作品
- 管弦楽のためのバラード イ短調 作品33
- アフリカの民謡による交響的変奏曲Symphonic Vaiations on an African Air 作品63（1906年）
- ヴァイオリン協奏曲 作品80
- 狂詩曲《バンブーラ》（The Bamboula）（ゴッツチョークのピアノ曲にヒントを得た管弦楽曲）
- ピアノ曲《演奏会用小組曲》（Petite Suite de Concert）
- ヴァイオリンとピアノのための《バラード ニ短調》作品73
- ピアノ五重奏曲ト短調 作品1
- クラリネット五重奏曲 嬰ヘ短調 作品10
- 24の黒人の旋律集 作品59

## 註